# Sinopontius punctatus
Sinopontius punctatus is een eenoogkreeftjessoort uit de familie van de Asterocheridae. De wetenschappelijke naam van de soort is voor het eerst geldig gepubliceerd in 1990 door Boxshall.